# Villaggio eneolitico Su Coddu
Su Coddu è un insediamento prenuragico, risalente al periodo eneolitico, situato nella periferia nord del comune di Selargius, nella città metropolitana di Cagliari.

## Descrizione
Il villaggio era composto da circa 150 capanne ed aveva un'estensione di circa 10 ettari, fino a lambire lo stagno di Molentargius, in antichità più esteso di quanto non lo sia attualmente. Gli scavi, oltre alle capanne, alcune delle quali a pianta complessa, hanno rimesso alla luce ceramiche, fornelli e strumenti in pietra e alcuni manufatti in rame.
Venne occupato grosso modo dalla metà del IV millennio a.C. fino alla metà del III millennio a.C. ed è ascrivibile alle culture di Ozieri e Sub-Ozieri. La necropoli annessa all'abitato non è stata ancora oggetto di scavi.